# Srpski pčelar
Srpski pčelar je srpski časopis za pčelarstvo. Izdavač je Savez pčelarskih organizacija Srbije (SPOS). Stručni časopis Srpski pčelar, koji je jedan od kvalitetnijih u svetu po pitanju apitehnike, jedini je časopis na teritoriji bivše Jugoslavije koji izlazi sa 12 brojeva godišnje (bez dvobroja). Svakog meseca izlazi na 64 strane.

## Istorijat
Prvi ilustrovani časopis za pčelare štampan je 1883. godine u Beogradu pod imenom „Pčela“. Potom „Srpski pčelar“, 1. oktobra 1896. u Sremskim Karlovcima. Od 1899. izdaje ga Srpska pčelarska zadruga u Rumi. „Pčelar“, organ Srpskog pčelarskog društva, izlazi od 1. januara 1898. u Beogradu. U januaru 1934. spojili su se „Pčelar“ i „Srpski pčelar“ i od tada je izlazio kao „Pčelar“, a od 2016. godine menja ime u „Srpski pčelar“. Ukazom predsednika SFRJ „Pčelar“ je 1973. godine odlikovan Ordenom zasluga za narod sa srebrnim zracima za izvanredne zasluge, popularisanje i unapređenje pčelarstva, a Kulturno-prosvetna zajednica Srbije dodelila mu je 1984. Vukovu nagradu za doprinos kulturi.

## Urednici
Urednici časopisa Srpski pčelar od 1934. godine do danas:
- Tihomir Jevtić (1. januar 1934 — 31. mart 1937)
- Nedeljko Divac (1. april 1937 — 30. septembar 1939)
- Milenko Milošev (1. oktobar 1939 — 31. decembar 1947)
- Nedeljko Divac – ponovo (1. januar 1948 — 31. decembar 1961)
- Bogoljub Erić (1. januar 1962 — 30. april 1963)
- Radomir Mihailović (1. maj 1963 — 31. decembar 1963)
- dr Bogoljub Konstantinović (1. januar 1964 — 31. maj 1973)
- Milorad Mandić (1. jun 1973 — 31. april 1974)
- Radovan-Aga Markov (1. maj 1974 — 31. avgust 1977)
- Prvoslav Nešić (1. septembar 1977 — 18. oktobar 2000)
- prof. dr Mića Mladenović (19. oktobar 2000 — 31. januar 2001)
- Slobodan Lazović (1. februar 2001 — 6. februar 2004)
- dr med. Rodoljub Živadinović (7. februar 2004 — 13. jul 2007)
- Milanka Vorgić (14. jul 2007 — jul mart 2008)
- Rajko Pejanović (8. mart 2008 — 22. maj 2010)
- Aleksandra Mihajlović (23. maj 2010 — 22. maj 2012)
- Rajko Pejanović (23. maj 2012 — 24. maj 2014)
- dr med. Milan S. Matejić (25. maj 2014 — 13. avgust 2014)
- dr med. Rodoljub Živadinović – ponovo (v.d) (14. avgust 2014 — 8. septembar 2014)
- dr med. Milan S. Matejić (9. septembar 2014 — 20. avgust 2016)
- ing. Vlastimir Spasić (21. avgust 2016 — danas)